# Войнашовка
Войнашо́вка (укр. Войнашівка) — село на Украине, находится в Жмеринском районе Винницкой области.
Код КОАТУУ — 0520280601. Население по переписи 2001 года составляет 556 человек. Почтовый индекс — 23031. Телефонный код — 4341.
Занимает площадь 7,207 км².

## История
По административному делению XVI века село относилось к Каменецкому уезду.
18 июня 1905 года состоялась забастовка сельскохозяйственных рабочих с требованиями повышения заработной платы.
1965 во время административной реформы Войнашевский сельский совет вошел в состав Барского района Винницкой области.
В 1960-х годах Копайгородское ПМК-207 совершило путевой подъезд к Войнашевке.
В начале 1970-х годов население согласно переписи составляло 707 человек.
В селе размещалась центральная усадьба совхоза; хозяйство имело 2840 гектаров земли, пахотной – 1890, 56 га сада. Выращивалась сахарная свекла, зерновые культуры, подсолнечник; развитым было животноводство. Средний урожай зерновых в 1969 году составил 30 центнеров с гектара.
12 июня 2020 года, в соответствии с Распоряжением Кабинета Министров Украины № 707-р «Об определении административных центров и утверждении территорий территориальных общин Винницкой области», село вошло в состав Барской городской общины. 
17 июля 2020 года, в результате административно-территориальной реформы и ликвидации Барского района, село вошло в состав Жмеринского района.